# 廣西省政府
廣西省政府是中華民國南京國民政府在廣西省的最高地方行政機關。自民國15年（1926年）3月在南寧改組廣西民政公署為省政府開始，至38年（1949年）12月中國人民解放軍攻入龍津縣為止，前後歷時24年。

## 沿革
民國15年（1926年）3月，中國國民黨中央政治會議通過《兩廣統一案》，決定撤銷廣西民政公署，改組為廣西省政府，隸屬廣州國民政府領導。並任命黃紹竑為廣西省政府首任主席，主持廣西省政務。同年6月1日，廣西省政府正式成立，設9人委員會，實行省委制。
民國18年（1929年）3月25日，蔣桂戰爭爆發。5月，南京國民政府免去黃紹竑政府主席、委員職務。7月，重新任命廣西省政府委員11人，任命俞作柏為省政府主席。10月，俞作柏宣佈反蔣，南京國民政府免去其職。11月，國民黨中央政治會議任命廣西省政府委員9人，指定呂煥炎為省政府主席；與之同時，李宗仁、黃紹竑、白崇禧在南寧組織「護黨救國軍」，李宗仁任總司令，黃紹竑任副總司令兼廣西省政府主席，白崇禧為前敵總指揮。民國19年（1930）1月，在南寧組織廣西政務處，綜理全省政務。先後擔任該處處長有：呂競存、徐啟明、黃榮華。4月，李、黃、白率部北上參加中原大戰，後敗退回廣西。9月，李宗仁、黃紹竑在柳州通電南寧的廣西政務處停止對外行政，所有軍民財政事務，桂林、柳州、平樂、慶遠等各屬，由柳州總部辦理，邕、鎮、田等各屬，由邕行營辦理。10月，黃紹竑向蔣通電息爭，自辭副總司令兼廣西省政府主席職，出走香港。民國20年（1931年）1月，李宗仁在南寧以中華民國陸軍第一方面軍總司令名義，令組織廣西政治委員會，指定黃旭初任政治委員會主任，權理廣西全省政務。3月，廣西省政治委員會成立，組成11人委員會，代行省政府職權。7月1日，廣州國民政府重組廣西省政府。任命省政府委員9人，並指定黃旭初為省政府主席。
民國25年（1936年）10月，南京國民政府任命廣西省政府委員9人，黃旭初任主席；是月，省會由南寧遷至桂林。
民國33年（1944年）秋季，日軍第二次進犯廣西。隨著情況日益緊張，廣西省政府從桂林市遷往宜山縣、百色縣，直至抗戰結束後遷回桂林市。
國共戰爭後期，解放軍進犯廣西。民國38年（1949年）12月，解放軍攻入龍津縣，廣西省政府徹底垮臺。

## 組織
民國15年（1926年）6月1日廣西省政府成立，依據《廣西省政府組織條例》，下設秘書處、民政廳、財政廳、教育廳、建設廳、農工廳、軍事廳、司法廳。
民國17年（1928年）6月，撤銷農工、軍事、司法3廳。
民國23年（1934年）1月，廣西省政府實行合署辦公。3月民政廳為民政處、財政廳為財政處、教育廳為教育處、建設廳為建設處；7月改秘書處為總務處、民政處為民政廳、財政處為財政廳、教育處為教育廳、建設處為建設廳。
民國23年（1934年）3月成立省經濟委員會，裁撤建設廳，民國25年（1936年）1月裁撤省經濟委員會，恢復建設廳。
民國29年（1940年）6月，依照該年4月6日廣西省政府委員會第466次會議議決的《調整本府組織方案》的規定，將主席辦公室改為秘書處。
根據廣西省政府歷年來、《廣西省政府組織大綱》規定，廣西省政府下設單位有：秘書處、民政廳、財政廳、教育廳、建設廳。
廣西省各廳《組織條例》規定各廳、處的職掌為：
- 秘書處：主管全省一切機要及省政府委員會議事項，其次為典章、印信、人事行政、法制、編譯、譯電等事項，以及其他不屬於各廳、處的事項。
- 民政廳：主管全省行政自治組織及其經費，以及禮俗、宗教、選舉、兵役、戶籍、警衛、治安、衛生、土地行政等事項。
- 財政廳：主管全省財政金融事項及歲出預算經臨各費的核發，自治財政，縣市財政審計等事項。
- 教育廳：主管全省教育事項及各級學校、社會教育、全省教育人員的管理等事項。
- 建設廳：主管全省建設事項及交通公共工程、工商事業、礦業、農業、合作等事項。

其他曾由廣西省政府直管的機關：
- 農林局、農林處：民國16年（1927年）設廣西實業院，廣西籌設農事機關(農林試驗場、事務所等)。18年（1929年）改組為廣西農務局。20年（1931年）8月取銷農務局，21年（1932年）5月成立廣西農林局。24年（1935年）6月，併入省政府合署辦公，改稱為省政府農林局。職掌農林事務。25年（1936年）1月，省政府農林局併入建設廳。27年（1938年）2月，成立省政府農業管理處，由建設廳廳長兼任處長；29年（1940年）6月，併入建設廳。36年（1947年）1月改建設廳農業管理處為農林處。2月16日，農林處改隸省政府。37年（1948年）1月1日，再次改隸建設廳。
- 戰時糧食設計委員會：民國26年（1937年）9月成立，職掌糧食生產、貿易、統制、倉儲、運輸等事項。民國28年（1939年）裁撤。
- 合作事業管理處：民國28年（1939年）成立，職掌貸放、農業倉庫等事項。民國29年（1940年）6月併入建設廳。
- 糧食管理局、糧政局、田糧處：民國29年（1940年）9月，裁併廣西戰區糧食管理分處及廣西糧食管理處，改為廣西糧食管理局。民國30年（1941年）9月，改組成省政府糧政局。民國32年（1943年）4月1日，改隸財政廳。民國34年（1945年）1月，財政廳所隸屬的糧政局與廣西田賦管理處合併為省政府田賦糧食管理處（即田糧處）。田糧處主管糧食的調查、徵購、管制、增產、加工、倉儲、運輸等事項。民國38年（1949年）4月27日撤銷田糧處。
- 技術室：民國23年（1934年）5月，廣西省政府籌設廣西水利工程處。24年（1935年）2月，廣西水利工程處併入省政府辦公，改稱省政府技術室。職掌水利、建築工程、道路工程、電政、電力、農礦等建設事項。民國25年（1936年）1月，省政府技術室併入建設廳。
- 工商局：民國22年（1933年）3月，設立廣西工商局。24年（1935年）6月，廣西工商局併入省政府辦公，改稱省政府工商局。主管工商事項，包括工商團體註冊、工商業公司鋪戶登記、辦理商標註冊。民國25年（1936年）1月併入建設廳。
- 礦務局：民國23年（1934年）12月，成立廣西礦務局。24年（1935年）6月，廣西礦務局併入省政府辦公，改稱省政府礦務局。主管全省礦產的開發。民國25年（1936年）1月併入建設廳。
- 禁煙局：民國23年（1934年）12月，成立廣西禁煙總局。24年（1935年）6月，廣西禁煙總局併入省政府辦公，改稱省政府禁煙局。主管禁煙事項。民國25年（1936年）2月併入財政廳。
- 工業化學試驗所：民國23年（1934年）1月，改廣西工商局所屬的工業試驗所為廣西工業化學試驗室。3月，改廣西工業化學試驗室為省政府工業化學試驗所。職掌工業原料、成品的化驗、鑒定事項。民國27年（1938年）8月併入建設廳。
- 氣象所：民國23年（1934年）11月成立。職掌氣象觀測、預報、統計、研究等事項。民國29年（1940年）1月改為氣象室，併入建設廳農業管理處水利墾殖組管轄。
- 地政局：民國31年（1942年）3月1日，成立省政府地政局。主管訓練地政人員，辦理地價申報及土

地測量等事項。民國32年（1943年）4月1日改隸民政廳。民國36年（1947年）1月，民政廳地政局改隸省政府。37年（1948年）1月1日，省政府地政局再次改隸民政廳。
- 社會處：民國31年（1942年）3月1日成立。主管全省社會團體的組織與訓練，社會服務及社會福利、社會救濟等事項。民國32年（1943年）4月1日併入民政廳。民國34年（1945年）12月恢復省政府社會處。民國37年（1948年）1月1日改隸民政廳。
- 統計局（統計處）：民國21年（1932年）5月，籌設廣西統計局。民國24年（1935年）6月，廣西統計局併入省政府辦公，改稱省政府統計局。民國25年（1936年）10月併入財政廳。民國30年（1941年）1月設置省政府統計處。民國32年（1943年）4月1日併入秘書處（改設統計室）。民國33年（1944年）秘書處統計室改為省政府直轄。民國36年（1947年）6月恢復統計處名稱。民國37年（1948年）1月1日再次隸屬於秘書處。
- 會計委員會、會計處：主管全省歲計事項及全省會計人員的訓練、任免、考核等事項。
- 審計處、審計委員會：職掌各機關事前審計、事後審計事項及稽查事項。
- 衛生委員會、衛生處：職掌衛生行政、設計、教育及家畜保育等事項。
- 健康教育委員會
- 法規委員會：職能是核定全省各項單行法令。
- 鄉村禁約審查委員會
- 人事管理委員會：職掌公務員的任免、獎懲，敘俸、動態登記、訓練、資格審查、考試、調查統計、服務證書、撫恤、考勤考績等事項。
- 建置委員會：職掌省政府的修建及購置事項。
- 總辦公廳：職掌高級人員會報及批示、簽呈、綜核文稿等事項。
- 設計考核委員會：主持全省政務的設計、考核等事項。
- 編譯委員會：職掌撰述、翻譯、編印刊物、編著叢書、出版公報叢書、供給省內各報社通訊社新聞資料等事項。
- 圖書雜誌審查處
- 編譯委員會
- 團務處：職掌民團計畫、編組、徵調、訓練、檢查、考察指導、測繪地形、綏靖、軍紀、槍械、調查、經費、服裝、章制、宣傳等事項。

## 省政府駐地
初駐南寧縣（後改邕寧縣，今廣西壯族自治區南寧市），民國25年（1936年）10月，為因應抗日戰爭，省會由邕寧北遷至桂林縣，民國29年（1940年）6月置桂林市（二地均位今廣西壯族自治區桂林市）。
民國33年（1944年）9月14日，因日本侵略軍入侵廣西，省政府駐地從桂林遷至宜山。11月9日，因戰事不利，又從宜山遷至百色。11月下旬，邕寧淪陷，日軍向邕色公路移動，省政府分散到淩雲、田西、樂業等縣辦公。民國34年（1945年）8月14日，日本無條件投降。9月15日，省政府從百色遷回桂林市，於文昌門外開元寺辦公。
國共戰爭後期，解放軍進犯廣西，民國38年（1949年）10月，廣西省政府從桂林市南遷邕寧縣南寧。12月2日，廣西省政府主席黃旭初在南寧主持廣西省政府委員會第1006次會議，決定省府遷移龍津縣（今廣西壯族自治區龍州縣）。